# Rodrigo Pezzota
Rodrigo Pezzota (* 31. Oktober 1984 in Rosario) ist ein ehemaliger argentinischer Squashspieler.

## Karriere
Rodrigo Pezzota spielte erstmals 2005 auf der PSA World Tour und erreichte zweimal ein Finale auf dieser. Seine höchste Platzierung in der Weltrangliste erreichte er mit Rang 131 im Juli 2015. Bei den Panamerikanischen Spielen gewann er 2003 und 2015 mit der argentinischen Mannschaft die Bronzemedaille. Mit der argentinischen Nationalmannschaft nahm er 2013 an der Weltmeisterschaft teil.
Sein Bruder Robertino Pezzota ist ebenfalls professioneller Squashspieler.

## Erfolge
- Panamerikanische Spiele: 2 × Bronze (Mannschaft 2003 und 2015)